# Ariadne nicevillei
Ariadne nicevillei är en fjärilsart som beskrevs av Hans Fruhstorfer 1899. Ariadne nicevillei ingår i släktet Ariadne och familjen praktfjärilar. Inga underarter finns listade i Catalogue of Life.